# Hermannshöhen
Das Wanderprojekt Hermannshöhen ist aus einer regionalen Initiative entstanden und verbindet seit 2004 die beiden bekanntesten und traditionsreichsten Wanderwege des Teutoburger Waldes: den Hermannsweg und den Eggeweg.
Als zusammengefasster Streckenwanderweg verlaufen die Hermannshöhen 226 km als Kammweg über den Teutoburger Wald und das Eggegebirge, vorbei am Hermannsdenkmal bei Detmold. Neben den ersten beiden Wanderwegen sollen sich in Zukunft auch weitere Wanderwege unter diesem Projekt versammeln. Das Projekt soll in erster Linie den Tourismus ansprechen, verfolgt aber durch den verbindenden Charakter auch eine integrierte Regionalentwicklung.

## Verlauf der Hermannshöhen
Der Hermannsweg als nordwestlichster Mittelgebirgskammweg Deutschlands startet in Rheine im flachen nördlichen Münsterland und folgt dem bewaldeten Höhenzug des Teutoburger Waldes. Der Weg verbindet Burganlagen, Gesteinsformationen und weite Ausblicke in die münsterländische Bucht auf der Südseite des Teutoburger Waldes. Nach Querung der ostwestfälischen Metropole Bielefeld verläuft der Weg weiter durch das ehemalige Fürstentum Lippe, vorbei am Hermannsdenkmal und den Externsteinen bis zur Lippischen Velmerstot (441 m). Hier schließt sich der Eggeweg an, der vom Teutoburger Wald auf den Rücken des Eggegebirges wechselt. In den nordöstlichen Ausläufern des Sauerlandes endet der Weg in der Stadt Marsberg.
Nahezu der gesamte Streckenverlauf der Hermannshöhen führt durch Naturparkgebiet. Von Ibbenbüren bis vor die Tore Bielefelds durch den Naturpark TERRA.vita, anschließend durch den Naturpark Teutoburger Wald / Eggegebirge.

## Markierung im Gelände
Von alters her ist der Hermannsweg durchgängig mit einem weißen H markiert, der Eggeweg mit einem X. Die beiden eigenständigen Wanderwege wurden in den letzten Jahren durch die Wandervereine unter dem Dachbegriff der Hermannshöhen markiert. An Wegkreuzungen und Zuwegungen sind Wegweiser mit Kilometerangaben zu den nächsten Orten und Unterkünften zu finden.

## Ortschaften
Die Hermannshöhen verlaufen durch die Bundesländer Nordrhein-Westfalen und Niedersachsen, entlang der Ortschaften (von West nach Süd):
| - Rheine - Hörstel - Ibbenbüren - Tecklenburg - Lengerich - Lienen - Bad Iburg - Hilter - Dissen am Teutoburger Wald | - Borgholzhausen - Halle (Westf.) - Werther (Westf.) - Steinhagen - Bielefeld - Oerlinghausen - Lage - Detmold - Horn-Bad Meinberg | - Steinheim - Altenbeken - Bad Driburg - Willebadessen - Lichtenau - Marsberg |

## Qualitätswandern
Das Wanderprojekt sichert mit Zertifizierungen durch den Deutschen Wanderverband vor allem Erlebnisqualität. Der 70 km lange Eggeweg wurde 2004 als erster „Qualitätsweg Wanderbares Deutschland“ zertifiziert und 2008 erneut ausgezeichnet.

## Verkehrsanbindung
Die Hermannshöhen sind in weiten Teilen mit dem ÖPNV zumindest erreichbar. Insbesondere der „Haller Willem“ von Bielefeld nach Osnabrück, die „OstWestfalen-Bahn“ von Herford nach Paderborn und der „Lipperländer“ von Bielefeld nach Lemgo bieten einige gute Anschlussmöglichkeiten. Aus den anliegenden Orten sind direkte Zuwegungen zum Kammweg markiert.